# Hypersophtha priscata
Hypersophtha priscata är en fjärilsart som beskrevs av Pierre E.L. Viette 1961. Hypersophtha priscata ingår i släktet Hypersophtha och familjen nattflyn. Inga underarter finns listade i Catalogue of Life.